# Ivana Massetti
Ivana Massetti (* in Paris) ist eine italienische Filmregisseurin.
Massetti, der auch fälschlicherweise einige Actionfilme der 1980er Jahre zugeschrieben werden, debütierte nach der Inszenierung einiger Musikvideos 1988 (so für Pooh) für das Kino mit Domino sucht die Liebe; den sie auch geschrieben hatte. Nach einigen Fernsehaufträgen folgte zehn Jahre später Nadro über den ivorischen Künstler Frédéric Bruly Bouabré.
Sie ist mit dem Amerikaner John Sperry verheiratet, mit dem sie auch mehrere Projekte der gemeinsamen Gesellschaft „Nomads Entertainment“ gemeinsam verwirklichte.

## Filmografie (Auswahl)
- 1988: Domino sucht die Liebe (Domino)
- 1998: Nadro